# Alex Miller (Politiker)

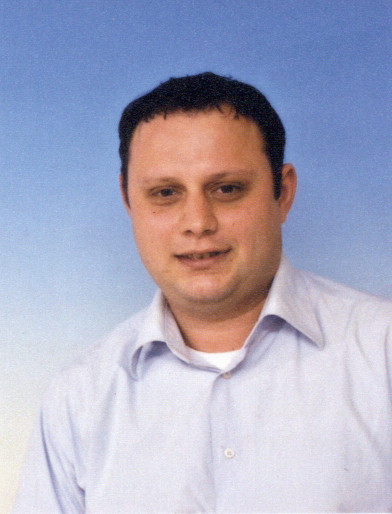
Alex Miller (2009)

Alex Miller (hebräisch אלכס מילר; * 4. April 1977 in Moskau, Sowjetunion) ist ein israelischer Politiker, der Abgeordneter in der Knesset für die nationalistische Partei Jisra’el Beitenu war.

## Leben
Miller wurde in Moskau geboren und vollzog die Alija, also die Rückkehr nach Israel, am 29. Januar 1992. Er erlangte einen Bachelor of Arts in Pädagogik mit einer Spezialisierung in Elektronik.
Für die Knessetwahlen 2006 war er für Jisra’el Beitenu auf Listenplatz zehn gesetzt, weil die Partei elf Sitze erlangte, wurde er somit Knessetmitglied. Während seiner ersten Amtszeit hatte er den Vorsitz im Subkomitee für alternative Energiequellen.
Nachdem er auf Listenplatz 15 heruntergesetzt wurde, konnte er nach den Parlamentswahlen 2009 nur knapp wieder in die Knesset einziehen, als seine Partei genau 15 Sitze erlangte. Bei den Parlamentswahlen 2013 wurde er auf den Listenplatz 33 der gemeinsamen Liste von Jisra’el Beitenu und Likud gesetzt, die jedoch nur 31 Sitze bekam.
Miller lebt derzeit in der israelischen Siedlung Ariel im Westjordanland, ist verheiratet und hat ein Kind.